# اکندارف
اکندارف (به آلمانی: Ackendorf) در آلمان است که در Hohe Börde واقع شده‌است.

## خصوصیات
اکندارف ۶٫۹۴ کیلومترمربع مساحت دارد ۱۰۸ متر بالاتر از سطح دریا واقع شده‌است.